# Pherbellia rozkosnyi
Pherbellia rozkosnyi är en tvåvingeart som beskrevs  1967 av Jean Verbeke. Arten ingår i släktet Pherbellia och familjen kärrflugor. Arten förekommer i Europa och är reproducerande i Sverige. Dess livsmiljö är skogar. Inga underarter finns listade i Catalogue of Life. Enligt den finländska rödlistan är arten nära hotad i Finland.